# Nemastoma lilliputanum
Espèce
Synonymes
- Goniosoma lilliputanum Lucas, 1846

Nemastoma lilliputanum est une espèce d'opilions dyspnois de la famille des Nemastomatidae.

## Distribution
Cette espèce est endémique d'Algérie. Elle se rencontre vers le Djebel Santon.

## Description
Le syntype mesure 2,75 mm.
Le mâle décrit par Roewer en 1914 mesure 2,5 mm et la femelle 2,75 mm.

## Systématique et taxinomie
Cette espèce a été décrite sous le protonyme Goniosoma lilliputanum par Lucas en 1846. Elle est placée dans le genre Nemastoma par Simon en 1879.

## Publication originale
- Lucas, 1846 : « Deuxième classe. Arachnides. » Exploration scientifique de l'Algérie pendant les années 1840, 1841, 1842 publiée par ordre du Gouvernement et avec le concours d'une Commission Académique. Sciences Physiques.: Vol. Zoologie. I. Histoire naturelle des animaux articulés. Première partie. Crustacés, arachnides, myriapodes et héxapodes, Imprimerie royale, Paris, p. 89–320 (texte intégral).